# 福雷斯塔 (加利福尼亞州)
福雷斯塔（英語：Foresta）是位於美國加利福尼亞州馬里波薩縣的一個非建制地區。該地的面積和人口皆未知。

## 地理
福雷斯塔的座標為37°41′54″N 119°45′19″W / 37.69833°N 119.75528°W，而該地的平均海拔高度為1315米（即4314英尺）。